# Rumänien i olympiska vinterspelen 1976
Rumänien deltog med 32 deltagare vid de olympiska vinterspelen 1976 i Innsbruck. Ingen av landets deltagare erövrade någon medalj.